# Никополь Армянский
Никополь (Никополис, др.-греч. Νικόπολις, лат. Nicopolis — «Город победы») — древний римский город в Малой Армении на границе Понта, на берегу реки Лик (ныне — Келькит), притоке Ириса (Ешильырмака). Он был основан в 63 году до н. э. командующим римскими войсками в Азии Помпеем в память его первой победы над Митридатом VI в 66 году до н. э. в ходе Третьей Митридатовой войны (74—63 годы до н. э.). Развалины находятся рядом с турецким городом Сушехри (Эндирьяс) в иле Сивас. Относился к римской провинции Армения, а затем Первая Армения. На месте Никополя находится небольшой город Коюльхисар в 27 километрах к северо-западу от Сушехри.

## История

Русская икона 45-ти мучеников, в Никополе Армянском пострадавших. Церковно-археологический кабинет, Московская духовная академия

В 66 году до н. э. Помпей находился в Киликии и получил известие из Рима, что ему поручалось командование римскими войсками в Азии и чрезвычайные полномочия. Он перешел через Тавр с войском и усилил его войсками Глабриона и Лукулла. После вторжения Помпея Митридат бежал на окраину Понтийского царства, в Малую Армению. По Страбону около города Дастиры в Акилисене (Екегеац) он захватил обильную водой гору и оставался там, пока из-за осады не вынужден был бежать с небольшим отрядом всадников и женой Гипсикратией. Митридат потерял 10 000 человек на месте, еще больше через полное расстройство. Митридат бежал в Колхиду, а оттуда после победы Помпея над Тиграном II в Боспорское царство, на полуостров Таврида (Крым). В 63 году до н. э. около места победы над Митридатом Помпей основал город Никополь.
В Никополе жили ветераны армии Помпея и местные крестьяне. Город был расположен на красивой, хорошо орошаемой равнине, лежащей у подножия горы, покрытой густым лесом. Из города выходили римские дороги в Коману, Полемоний (Фатса), Неокесарию (Никсар), Севастию (Сивасе) и другие города. Страбон упоминает Никополь как хорошо населённый.
В 48 году до н. э. состоялась битва при Никополе между римскими войсками Гнея Домиция Кальвина и армией царя Фарнака II в ходе Понтийской войны (48—47 до н. э.). В 47 году до н. э. при Никополе царь Фарнак II разбил войска царя Галатии Дейотара.
В 36 году до н. э. город был отдан правителем Римской республики Марком Антонием царю Понта Полемону I (38—8 до н. э.). С 54 года городом управлял Аристобул Халкидский, муж Саломеи. В 64 году при императоре Нерон (54—68) Никополь окончательно присоединён к Римской империи. Затем стал столицей Малой Армении. В Никополе находился парламент провинции (diet, совещательное собрание), выбирали армениарха ἀρμενιάρχης. Был алтарь Августа, храмы Зевса Никифора и Виктории.
По мнению историка Мишеля ван Эсбрука под Албанополем, местом кончины и погребения апостола Варфоломея подразумевается Никополь. Около 410 года мощи Варфоломея были перенесены епископом Маруфой в Мартирополь (Хильван).
При императоре Диоклетиане (284—305) в Никополе проходил процесс Лисия над святыми мучениками Авксентием, Евгением и Мардарием. В Никополе их и казнили. Ореста и Евстратия судили и казнили в Севастии.
Сорок пять мучеников пострадали около 319 года в городе Никополе в царствование императора Лициния (307—324). Память их церковь празднует 10 (23) июля.
В ходе поездки в Малую Армению летом 373 года по поручению императора Валента II (364—378) Василий Великий в Никополе провёл двухдневные переговоры с Евстафием Севастийским, целью которой было прояснение богословских взглядов. В «Правила Православной Церкви с толкованиями Никодима, епископа Далматинско-Истрийского» под рубрикой «Различные канонические предписания» включено 1-е правило, которое представляет собой часть письма Василия Великого пресвитерам Никополя о постоянстве в добре. Василий Великий пишет в письме к никопольским пресвитерам: «Вы – дети исповедников, вы – дети мучеников, которые до крови противостояли греху.». На жалобу градоправителей Колонии (ныне — Шебинкарахисар) о перемещении епископской кафедры от них в Никополь Василий Великий отвечает, что никопольская церковь, как матерь их, вправе была взять к себе их епископа как собственность свою.
Около 472 года Иоанн Молчальник продал наследство родителей и построил в Никополе церковь во имя Пресвятой Богородицы.
В 499 году Никополь был разрушен землетрясением. Выжили только епископ и два его помощника. От этой катастрофы город не оправился, хотя Юстиниан I (527—565) восстановил городские стены и построил монастырь в память 45-ти мучеников, в Никополе Армянском пострадавших. При Ираклии I (610—641) Никополь захватил иранский правитель Хосров II Парвиз, с тех пор Никополь был второстепенным городом, рядовой епархией, входившей в церковную провинцию Себастея в Первой Армении по крайней мере до XI века, согласно письменным источникам.
Никопольским епископом был святой Григорий Макар (ум. 16 марта 999 года), который оставил кафедру и удалился в Питивье, где жил отшельником. Память его церковь празднует 16 (29) марта.
До завоевания в 1071 году сельджуками относился к византийской феме Колонея. Во время османского владычества на месте Никополя возникло армянское поселение Пурх с населением 200 семей. Село относилось к санджаку Карахисари-Шарки (тур. Karahisar-ı Şarki) в вилайете Сивас.
Является титулярной епархией Католической церкви.

Мученики Севастийские
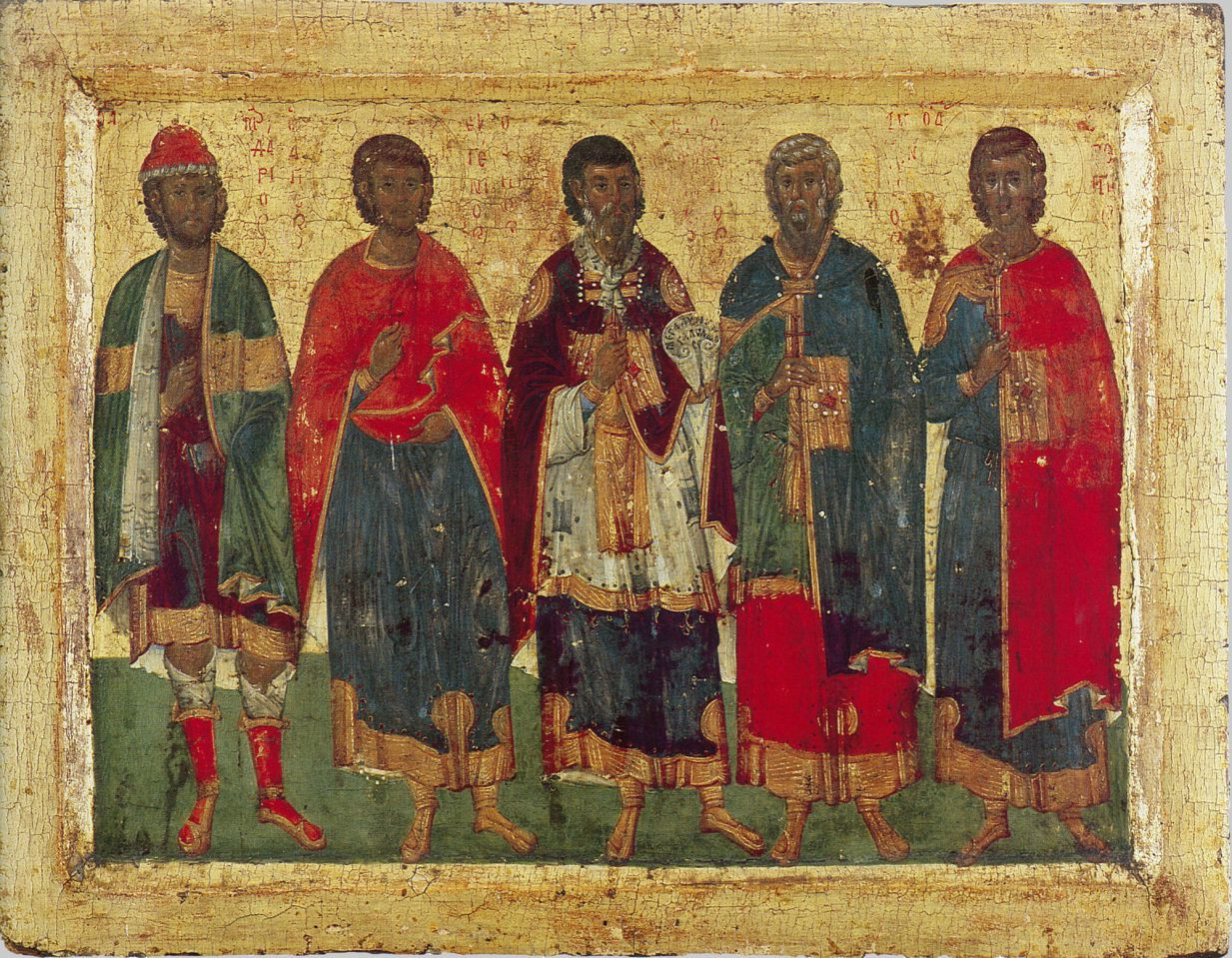
Мученики Севастийские. Икона. Рубеж XIV и XV вв. (монастырь Хиландар, Афон)
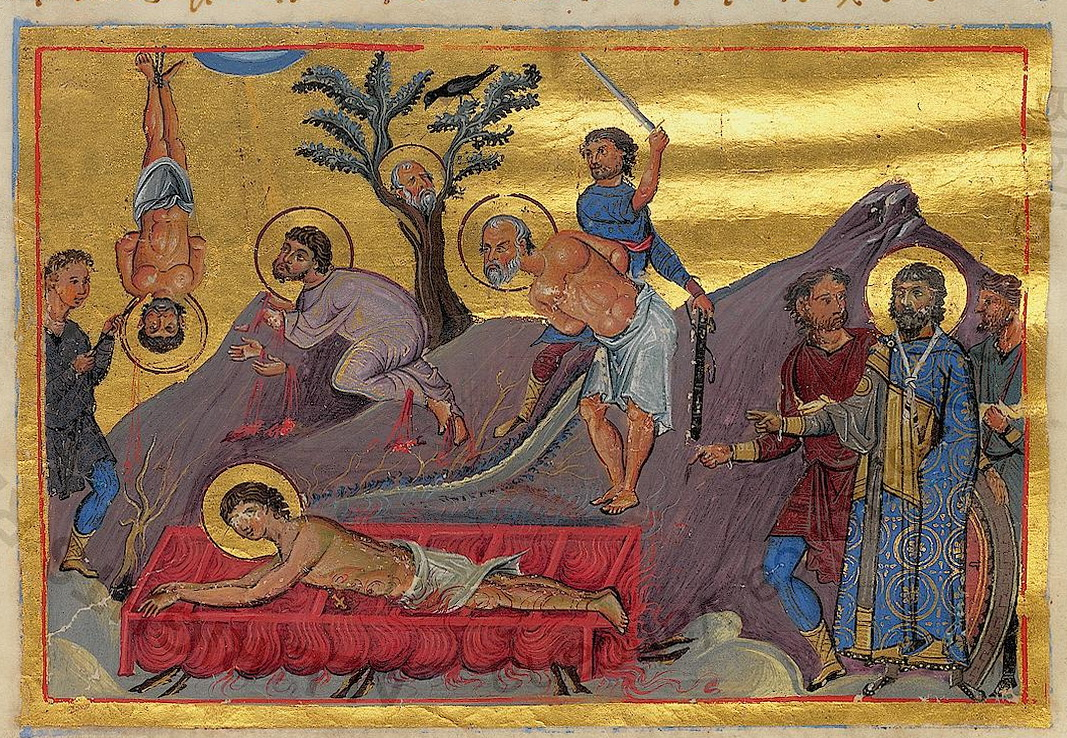
Казнь мучеников Севастийских. Миниатюра из Минология Василия II. 976—1025 гг.
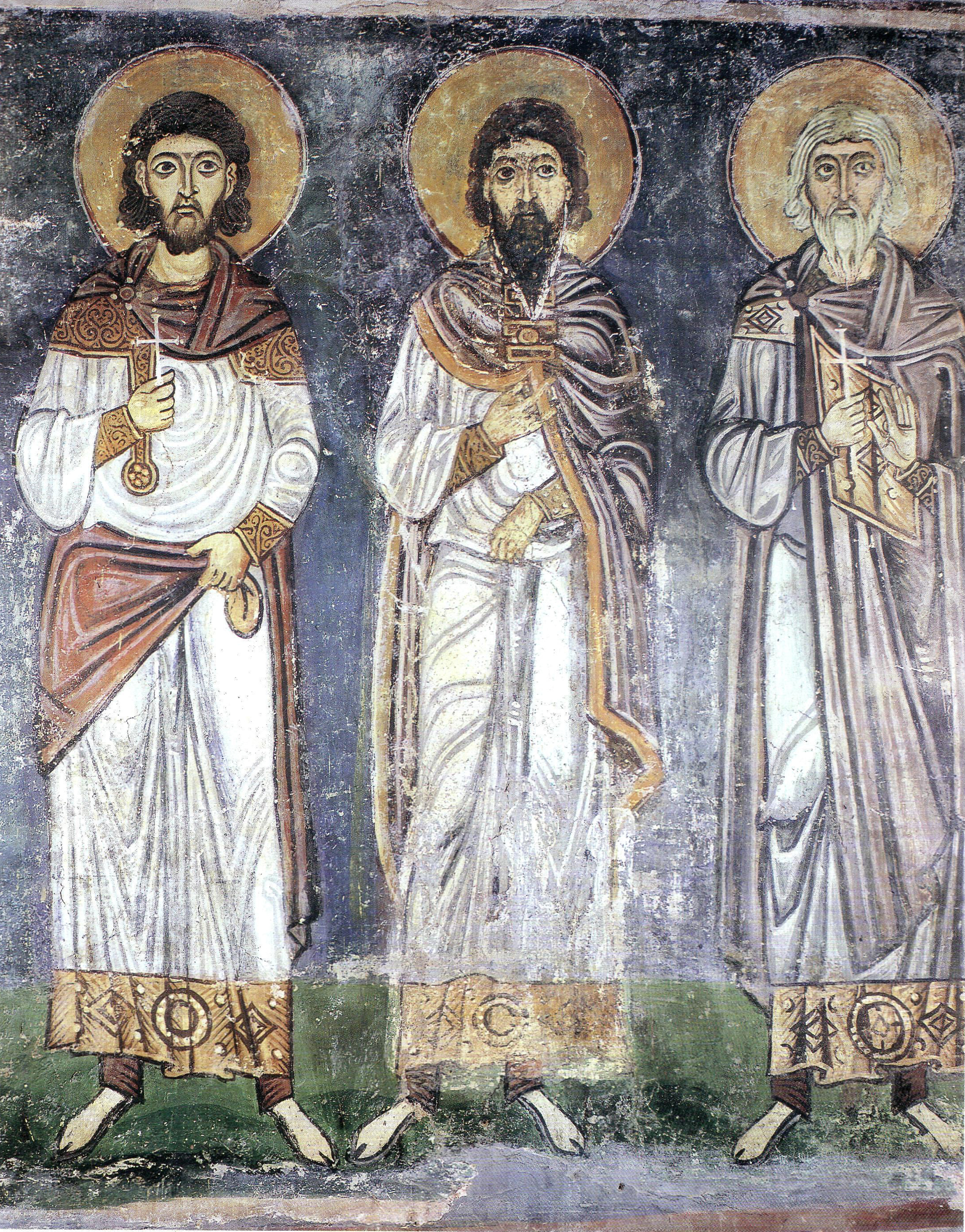
Мученики Евгений, Евстратий, Авксентий Севастийские. Роспись кафоликона монастыря Осиос-Лукас. 30-е гг. XI века